# Công hội người Hoa Malaysia
Công hội người Hoa Malaysia (MCA) (tiếng Trung: 马来西亚华人公会; tiếng Mã Lai: Persatuan Cina Malaysia), giản xưng "Mã Hoa công hội" hoặc "Mã Hoa (tiếng Trung: 马华)", là một chính Đảng chủng tộc đơn nhất tại Malaysia, đại diện cho người Hoa Malaysia. Đây là một trong ba Đảng hợp thành chủ yếu của liên minh cầm quyền Barisan Nasional tại Malaysia.
Cùng với Đảng lớn nhất là Tổ chức Dân tộc Mã Lai Thống nhất (UMNO) và Đảng lớn thứ ba là Đại hội người Ấn Malaysia (MIC) trong liên minh cầm quyền, Công hội người Hoa Malaysia có ảnh hưởng mạnh trên chính trường tại Malaysia. Thông qua nắm giữ trọng yếu các công ty như Huaren Holdings, Công hội người Hoa Malaysia kiểm soát hai tờ báo quan trọng là The Star- báo Anh ngữ bán chạy nhất của Malaysia, và Nam Dương Thương báo & China Press- nằm trong số báo Trung văn bán chạy nhất tại Tây Malaysia.
Đây từng là Đảng lớn nhất đại diện cho cộng đồng người Hoa Malaysia, tuy nhiên đạt kết quả kém trong các cuộc bầu cử gần đây.

## Lịch sử

### Hình thành và những năm đầu

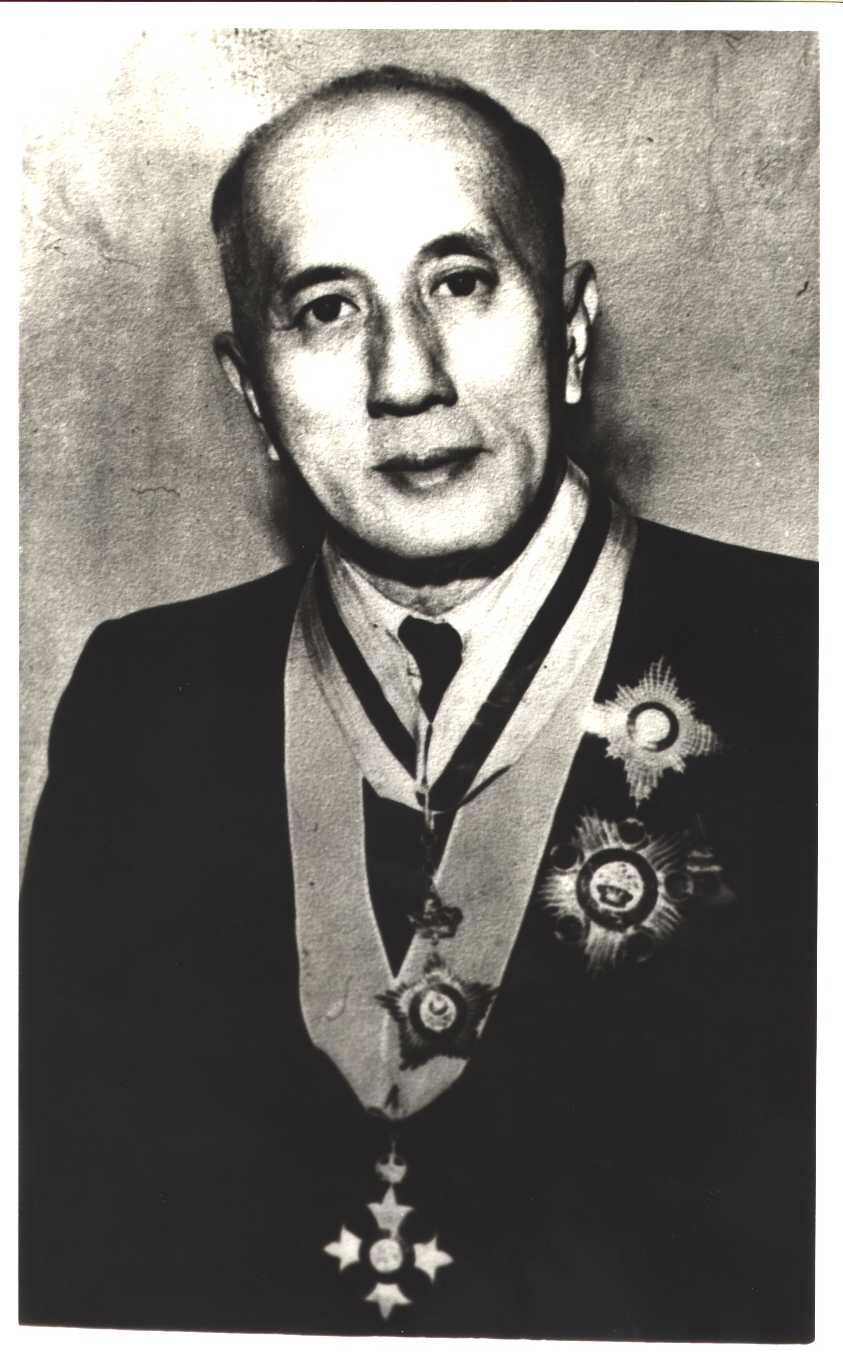
Trần Trinh Lộc, tổng hội trưởng đầu tiên của MCA

Công hội người Hoa Malaya (MCA) được thành lập vào ngày 27 tháng 2 năm 1949, nhận được sự ủng hộ ngầm của chính quyền thực dân Anh thời hậu chiến. Một mục tiêu trung tâm của Công hội vào đương thời là giải quyết các quan tâm xã hội và phúc lợi cụ thể của các cư dân bị giam giữ trong các "Làng Mới", được lập ra theo Kế hoạch Briggs nhằm đối phó với Tình trạng khẩn cấp Malaya.
Bản công bố Công hội người Hoa Malaya là một chính Đảng chính thức vào năm 1951 được viết bởi một doanh nhân người Hoa Eo biển nổi tiếng là Trần Trinh Lộc (Tan Cheng Lock), ông là tổng hội trưởng đầu tiên. Về tổng thể, các thành viên ban đầu của tổ chức là các địa chủ, doanh nhân, hay nói cách khác là tầng lớp thượng lưu, trong khi tầng lớp lao động trong các Làng Mới thì hầu hết tham gia Mặt trận Xã hội chủ nghĩa. Nhiều thành viên nổi bật của Công hội người Hoa Malaya cũng là thành viên của Quốc Dân Đảng, phản đối Đảng Cộng sản Malaya: Lương Vũ Cao (Leong Yew Koh) trở thành một bộ trưởng nội các và sau đó trở thành thống đốc của Malacca; Lý Hiếu Thức (Lee Hau Shik) là bộ trưởng tài chính đầu tiên của Malaya; và Lâm Thương Hựu (Lim Chong Eu).
Năm 1952, Công hội người Hoa Malaya liên hiệp với Tổ chức Dân tộc Mã Lai Thống nhất để tranh cử trong bầu cử tại Kuala Lumpur, dẫn đến hình thành Đảng Liên minh. Sau đó, Đại hội người Ấn Malaysia tham gia liên minh vào năm 1954 và họ cùng tranh cử trong tổng tuyển cử đầu tiên tại Malaya vào năm 1955 như một thực thể, và giành được 51 trong số 52 ghế dân cử. Công hội người Hoa Malaya giành toàn bộ 15 ghế được phân định tranh cử.
Lâm Thương Hựu kế nhiệm Trần Trinh Lộc sau khi thách thức thành công chức vụ tổng hội trưởng vào năm 1958. Lâm Thương Hựu nỗ lực nhằm sửa đổi hiến chương của Đảng nhằm củng cố quyền lực của Ủy ban Trung ương, sửa đổi này được thông qua với đa số hẹp và gây chia rẽ trong Đảng. Trước tổng tuyển cử năm 1959, Lâm Thương Hựu gây áp lực để Đảng được tăng số ghế phân định từ 28 đến 40, song điều này bị thủ lĩnh của UMNO là Tunku Abdul Rahman bác bỏ. Lâm Thương Hựu buộc phải thoái lui và sau đó từ chức tổng hội trưởng, Tạ Đôn Lộc (Cheah Toon Lock) làm quyền tổng hội trưởng. Các thành viên khác cũng rút khỏi Công hội người Hoa Malaya để tranh cử với tư cách ứng cử viên độc lập, khiến Đảng mất một vài ghế. Đảng chỉ thắng 19 trong số 31 ghế được phân định tranh cử. Bản thân Lâm Thương Hựu rời khỏi Đảng vào tháng 12 năm 1960, sau đó trở thành một trong các thành viên sáng lập của Đảng Vận động Dân chính Malaysia (Gerakan) đối lập vào năm 1968. Năm 1961, con trai của Trần Trinh Lộc là Trần Tu Tín (Tan Siew Sin), cũng là người được Tunku Abdul Rahman ủng hộ, trở thành tổng hội trưởng thứ ba của Công hội người Hoa Malaya. Trần Tu Tín lãnh đạo Đảng giành một chiến thắng vững chắc trong tổng tuyển cử năm 1964, giành 27 trong 33 ghế được phân định tranh cử.

### Tháng 5 năm 1969 – 1985
Tổng tuyển cử lần thứ ba tại Malaysia được tổ chức vào ngày 10 tháng 5 năm 1969. Công hội người Hoa Malaysia phải đối diện với các thách thức mãnh liệt từ các chính Đảng đối lập mới có thành phần chủ yếu là người Hoa, là Đảng Hành động Dân chủ (DAP) và Đảng Vận động Dân chính. Trong số 33 ghế quốc hội tranh cử, Công hội người Hoa Malaysia chỉ giành được 13 ghế. Công hội người Hoa Malaysia cũng mất quyền kiểm soát chính phủ bang Penang về tay Đảng Vận động Dân chính. Việc các Đảng đối lập giành thêm ghế dẫn đến căng thẳng giữa các cộng đồng khác nhau, bùng phát thành Bạo loạn 13 tháng 5. Trước bạo loạn, vào ngày 12 tháng 5 năm 1969, Trần Tu Tín tuyên bố rằng Đảng sẽ rút khỏi Liên minh, song tái xét vào ngày 20 tháng 5 và tham gia Hội đồng Điều hành Quốc gia được thành lập nhằm thay thế Quốc hội bị đình chỉ sau bạo loạn. Tình trạng Công hội người Hoa Malaysia để mất sự ủng hộ trong cư dân người Hoa khiến Phó thủ tướng đương thời là Ismail Abdul Rahman phê bình rằng nếu MCA tiếp tục để mất ủng hộ, UMNO có thể ngưng hợp tác với họ. Nhằm giành lại sự ủng hộ của người Hoa, Trần Tu Tín nỗ lực mở rộng sức hấp dẫn của một Đảng mà trước đây bị cho là một Đảng của giới chủ giàu có, và mời những người chuyên nghiệp gia nhập Đảng. Tuy nhiên, nhiều người trong số này bị trục xuất sau một tranh chấp liên quan đến Lâm Kính Ích (Lim Keng Yaik)- người sau đó gia nhập Đảng Vận động Dân chính.
Do Công hội người Hoa Malaysia để mất sự ủng hộ trong bầu cử, và Liên minh được mở rộng vào năm 1972 (sau đó trở thành Barisan Nasional) để bao gồm Đảng Vận động Dân chính, UMNO càng chiếm ưu thế hơn và MCA bị mất vị thế trong liên minh. Năm 1973, Trần Tu Tín yêu cầu được phân định chức vụ phó thủ tướng trong nội các cải tổ sau khi Ismail Abdul Rahman từ trần, song bị Tun Abdul Razak bác bỏ khiến Trần Tu Tín tức giận. Ngày 8 tháng 4 năm 1974, trước tổng tuyển cử, Trần Tu Tín từ bỏ mọi chức vụ trong Đảng và chính phủ vì lý do sức khỏe.
Lý Tam Xuân (Lee San Choon) giữ chức vụ quyền tổng hội trưởng sau khi Trần Tu Tín từ chức, và sau đó được bầu làm tổng hội trưởng vào năm 1975. Sau khi Trần Tu Tín từ chức, các vị trí trong nội các được phân cho Công hội người Hoa Malaysia giảm tính chất quan trọng, và Đảng để mất các chức vụ tại Bộ Tài chính và Bộ Công thương từng nắm giữ vào năm 1957. Đảng có thành tích tốt hơn trong tổng tuyển cử năm 1974, song lại thất bại trong tổng tuyển cử năm 1978 khi chỉ giành 17 trong 28 ghế tranh cử tại Quốc hội và 44/60 ghế tranh cử tại nghị viện các bang. Năm 1979, Tăng Vĩnh Sâm (Chen Wing Sum) thất cử trước Lý Tam Xuân trong bầu cử tổng hội trưởng, và sau đó dẫn đầu một nhóm Đảng viên bất đồng quan điểm gia nhập Đảng Vận động Dân chính.
Tuy nhiên, trong tổng tuyển cử năm 1982, Công hội người Hoa Malaysia thay đổi được vận mệnh. Lý Tam Xuân chấp thuận một thách thức từ Đảng Hành động Dân chủ đối lập, chế nhạo rằng lãnh đạo của Công hội người Hoa Malaysia không dám tranh cử một ghế tại khu vực bầu cử có đa số là người Hoa thành thị, và tiến hành tranh cử ghế nghị viên tại khu vực Seremban. Lý Tam Xuân chiến thắng thử thách, và lãnh đạo Đảng của ông giành một chiến thắng vang dội, thắng 24 trong số 28 ghế được phân định tranh cử tại quốc hội và 55/62 ghế được phân định tranh cử tại nghị viện các bang. Lý Tam Xuân giữ chức tổng hội trưởng của Công hội người Hoa Malaysia cho đến khi ông bất ngờ từ chức vì nguyên nhân không rõ ràng vào năm 1983, và sau đó Lương Duy Phán (Neo Yee Pan) làm quyền tổng hội trưởng cho đến năm 1985.

### 1985–2003
Năm 1985, Trần Quần Xuyên (Tan Koon Swan) giành thắng lợi trong bầu cử tổng hội trưởng với đa số lớn nhất trong lịch sử của Đảng. Tuy nhiên, đến năm sau ông bị buộc tội tiếp tay hình sự tín nhiệm liên quan đến giao dịch kinh doanh cá nhân của ông tại Singapore, và từ chức tổng hội trưởng.
Kế nhiệm Trần Quần Xuyên là Lâm Lương Thực (Ling Liong Sik), ông nhậm chức trong lúc chủ nghĩa bè phái vẫn lan tràn trong Đảng và phải đối diện với tình trạng cộng đồng người Hoa vỡ mộng do bê bối các hợp tác xã Deposit-Taking. Lâm Lương Thực dành những năm đầu làm tổng hội trưởng của ông để giải quyết vấn đề tài chính của Đảng, huy động quỹ trên toàn quốc trong khi tái cấu trúc tư sản của Đảng. Tuy nhiên, đấu tranh quyền lực nội bộ vẫn dai dẳng, vào năm 1993 thự lý của Lâm Lương Thực là Lý Kim Sư (Lee Kim Sai) biểu thị rằng ông ta sẽ thách thức Lâm Lương Thực trong bầu cử chức tổng hội trưởng, song lại rút lui. Lý Kim Sư nghỉ hưu vào năm 1996 và người thay thế là Lâm Á Lễ (Lim Ah Lek).
Lâm Lương Thực sau đó quản lý Đảng trong một thời kỳ tương đối yên bình, và nỗ lực duy trì sự quan tâm của cộng đồng người Hoa thông qua một cách tiếp cận kín đáo trong chính phủ. Ông mở rộng Học viện Tunku Abdul Rahman do Công hội người Hoa Malaysia sở hữu thông qua huy động vốn, và đóng góp của chính phủ, cũng như thành lập Đại học Tunku Abdul Rahman vào năm 2001. Lâm Lương Thực lãnh đạo Đảng giành thành tích tốt chưa có tiền lệ trong tổng tuyển cử năm 1995. giành được 30 trong số 34 ghế được phân tranh cử tại Quốc hội và 71 trong số 77 ghế được phân tranh cử tại nghị viện các bang, đảm bảo đa số phiếu của cử tri người Hoa. Công hội người Hoa Malaysia cũng có thành tích tốt trong tổng tuyển cử năm 1999, và các thắng lợi bầu cử liên tiếp giúp nâng cao vị thế của Đảng trong liên minh Barisan Nasional cũng như quan hệ cá nhân của Lâm Thương Hựu với lãnh đạo Barisan Nasional và Thủ tướng Mahathir Mohamad.
Tuy nhiên, đến năm 1999, Đảng lại bị tàn phá do chủ nghĩa bè phái, Thự lý tổng hội trưởng Lâm Á Lễ tuyên bố ý định từ chức bộ trưởng và đồng thuận với Lâm Lương Thực đề cử người của ông ta là Trần Quảng Tài (Chan Kong Choy) vào nội các sau bầu cử năm 1999. Tuy nhiên, Lâm Lương Thực lại đề cử người của mình là Hoàng Gia Định (Ong Ka Ting) làm bộ trưởng thay vì Trần Quảng Tài, gây bất mãn trong các thành viên trong phái của Lâm Á Lễ, họ được gọi là "Đội B" trong Đảng, còn phái của Lâm Lương Thực được gọi là "Đội A." Căng thẳng leo thang hơn nữa sau khi Công hội người Hoa Malaysia thu được Nam Dương Thương báo. Điều này bị Đội B phản đối kịch liệt do lo ngại Đội A kiểm soát hoàn toàn truyền thông Hoa ngữ. Họ tham gia cùng các ký giả người Hoa và các tổ chức phi chính phủ tiến hành tuần hành phản đối.
Mahathir trong vị thế là thủ lĩnh của Barisan Nasional cuối cùng can dự để giải quyết xung đột, đề xuất một "kế hoạch hòa bình" giữa các phái. Bầu cử trong Đảng theo kế hoạch vào năm 2002 bị đình chỉ, Lâm Lương Thực và Lâm Á Lễ từ chức và được thay thế tương ứng bởi người trong phe với họ.

### 2003–2008
Trong tháng 5 năm 2003, quá trình chuyển đối lãnh đạo diễn ra theo kế hoạch, Hoàng Gia Định kế nhiệm làm tổng hội trưởng, còn Trần Quảng Tài kế nhiệm làm thự lý tổng hội trưởng. Công hội người Hoa Malaysia dưới sự lãnh đạo của Hoàng Gia Định đóng góp cho chiến thắng áp đảo của Barisan Nasional trong tổng tuyển cử năm 2014. Đảng giành được 31 trong 40 ghế được phân định tranh cử tại Quốc hội và 76 trong 90 ghế được phân định tranh cử tại nghị viện các bang. Trong bầu cử cấp Đảng năm 2005, Đội A và B liên hiệp đánh bại thách thức của Thái Duệ Minh/Chua Jui Meng (chức tổng hội trưởng) và Trần Tổ Bài/Ting Chew Peh (chức thự lý tổng hội trưởng).
Giới lãnh đạo Hoàng Gia Định-Trần Quảng Tài tiếp tục cách tiếp cận ôn hòa nhằm bảo vệ các lợi ích của cộng đồng người Hoa. Trong khi đó, vấn đề chủng tộc lại bùng phát sau bầu cử năm 2004 khi Chủ tịch Đoàn Thanh niên của UMNO là Hishammuddin Husseinvung công khai vung một con dao keris.
Đầu năm 2008, Phó chủ tịch và Bộ trưởng Y tế Thái Tế Lịch (Chua Soi Lek) mắc vào một bê bối tình dục, khiến ông phải từ bỏ toàn bộ các chức vụ chính trị, trong đó có nghị viên quốc hội. Thái Tế Lịch đổ lỗi cho các đối thủ chính trị trong Đảng lập mưu hạ bệ ông.
Trong tổng tuyển cử tháng 3 năm 2008, Công hội người Hoa Malaysia chỉ giành được 15 ghế trong quốc hội và 32 ghế nghị viện các bang, ít hơn một nửa số ghế họ giành được trong kỳ bầu cử trước đó. Hoàng Gia Định quyết định không tranh cử tổng hội trưởng, và việc Thái Tế Lịch trở lại làm tái tập hợp các phái trong Đảng. Hoàng Gia Định ủng hộ cho Ông Thi Kiệt (Ong Tee Keat) tranh cử chức vụ tổng hội trưởng. Thái Tế Lịch tranh cử chức vụ thự lý tổng hội trưởng, cạnh tranh với anh trai của Hoàng Gia Định là Hoàng Gia Tuyền. Ông Thi Kiệt giành thắng lợi dễ dàng trong bầu cử tổng hội trưởng, trong khi Thái Tế Lịch đánh bại Hoàng Gia Tuyền (Ong Ka Chuan). Sau thắng lợi, Ông Thi Kiệt cam kết cải cách và tiếp cận hơn nữa các cử tri trẻ tuổi để phục hưng Đảng.

### 2008–nay
Sau thay đổi lãnh đạo vào năm 2008, đấu tranh phe phái tiếp tục và quan hệ giữa Ông Thi Kiệt và Thái Tế Lịch duy trì căng thẳng. Thái Tế Lịch bị Ông Thị Kiệt cách ly trong công việc lãnh đạo, và không được nhận chức vụ trong chính phủ. Thái Tế Lịch sau đó bị trục xuất vào tháng 8 năm 2009 vì hủy hoại hình ảnh của Đảng do bê bối tình dục của ông. Đáp lại, các ủng hộ viên của Thái Tế Lịch buộc một đại hội bất thường thông qua bỏ phiếu bất tín nhiệm chống Ông Thi Kiệt và bãi bỏ trục xuất Thái Tế Lịch.
Đến tháng 3 năm 2010, Thái Tế Lịch cùng các ủng hộ viên của mình tại ban chấp hành trung ương từ chức, những người ủng hộ cho Phó Chủ tịch Liệu Trung Lai (Liow Tiong Lai) cũng hành động tương tự, khiến hơn hai phần ba ghế của ban chấp hành bị trống, mở đường cho bầu cử mới theo hiến chương của Đảng. Trong cuộc bầu cử sau đó, Thái Tế Lịch chiến thắng trước Ông Thi Kiệt và Hoàng Gia Định trong tranh cử chức vụ tổng hội trưởng, trong khi Liệu Trung Lai thắng lợi trong tranh cử chức vụ thự lý tổng hội trưởng. Thái Tế Lịch và Liệu Trung Lai cam kết hợp tác, và mở cửa Đảng cho những người thuộc các chủng tộc khác.
Trong tổng tuyển cử năm 2013, Công hội người Hoa Malaysia chịu thất bại chưa có tiền lệ, chỉ giành được 7 ghế trong Quốc hội và 11 ghế trong nghị viện các bang, dẫn đến những yêu cầu Thái Tế Lịch từ chức. Do đạt thành tích kém, lần đầu tiên không có đại biểu của Công hội người Hoa Malaysia trong nội các kể từ khi độc lập, nguyên nhân là do một nghị quyết mà theo đó MCA sẽ không nhận các chức vụ trong nội các nếu đạt thành tích kém trong tổng tuyển cử.
Tháng 12 năm 2013, Liệu Trung Lai được bầu làm tổng hội trưởng của Công hội người Hoa Malaysia. Liệu Trung Lai cũng tái tham gia nội các sau khi đảo nghịch nghị quyết không tham gia chính phủ.

## Tổng hội trưởng
1. Trần Trinh Lộc (陈祯禄/Tan Cheng Lock, 27/2/1949 đến tháng 3/1958)
2. Lâm Thương Hựu (林苍佑/Lim Chong Eu, tháng 3/1958 đến tháng 7/1959)
3. Trần Tu Tín (陈修信/Tan Siew Sin, tháng 11/1961 đến tháng 4/1974)
4. Lý Tam Xuân (李三春/Lee San Choon, tháng 4/1974 đến tháng 3/1983)
5. Trần Quần Xuyên (陈群川/Tan Koon Swan, tháng 11/1985 đến tháng 9/1986)
6. Lâm Lương Thực (林良实/Ling Liong Sik, tháng 9/1986 đến tháng 5/2003)
7. Hoàng Gia Định (黄家定/Ong Ka Ting, tháng 5/2003 đến tháng 10/2008)
8. Ông Thi Kiệt (翁诗杰/Ong Tee Keat, tháng 10/2008 đến 27/3/2010)
9. Thái Tế Lịch (蔡细历/Chua Soi Lek, 28/3/2010 đến 20/12/2013)
10. Liệu Trung Lai (廖中莱/Liow Tiong Lai, 21/12/2013 đến 9/2018)
11. Ngụy Gia Tường (魏家祥/Wee Ka Siong, 9/2018 đến nay)

Quyền tổng hội trưởng
1. Tạ Đôn Lộc (谢敦禄/Cheah Toon Lok, tháng 7/1959 đến tháng 11/1961)
2. Lương Duy Phán (梁维泮/Neo Yee Pan, tháng 3/1983 đến tháng 11/1985)

## Kết quả tổng tuyển cử
| Tổng tuyển cử | Số ghế chiến thắng | Tổng số phiếu | Tỷ lệ phiếu | Kết quả bầu cử                                  | Lãnh đạo bầu cử |
| ------------- | ------------------ | ------------- | ----------- | ----------------------------------------------- | --------------- |
| 1955          | 15 / 52            |               |             | 15 ghế; Liên minh chấp chính (Đảng Liên minh)   | Trần Trinh Lộc  |
| 1959          | 19 / 104           |               |             | 4 ghế; Liên minh chấp chính (Đảng Liên minh)    | Lâm Thương Hựu  |
| 1964          | 27 / 104           |               |             | 8 ghế; Liên minh chấp chính (Đảng Liên minh)    | Trần Tu Tín     |
| 1969          | 13 / 144           |               |             | 15 ghế; Liên minh chấp chính (Đảng Liên minh)   | Trần Tu Tín     |
| 1974          | 19 / 144           |               |             | 6 ghế; Liên minh chấp chính (Barisan Nasional)  | Lý Tam Xuân     |
| 1978          | 17 / 154           |               |             | 2 ghế; Liên minh chấp chính (Barisan Nasional)  | Lý Tam Xuân     |
| 1982          | 24 / 154           |               |             | 7 ghế; Liên minh chấp chính (Barisan Nasional)  | Lý Tam Xuân     |
| 1986          | 17 / 177           |               |             | 7 ghế; Liên minh chấp chính (Barisan Nasional)  | Lâm Lương Thực  |
| 1990          | 18 / 180           |               |             | 1 ghế; Liên minh chấp chính (Barisan Nasional)  | Lâm Lương Thực  |
| 1995          | 30 / 192           |               |             | 12 ghế; Liên minh chấp chính (Barisan Nasional) | Lâm Lương Thực  |
| 1999          | 28 / 193           |               |             | 2 ghế; Liên minh chấp chính (Barisan Nasional)  | Lâm Lương Thực  |
| 2004          | 31 / 219           | 1.074.230     | 15,5%       | 3 ghế; Liên minh chấp chính (Barisan Nasional)  | Hoàng Gia Định  |
| 2008          | 15 / 222           | 840.489       | 10,35%      | 16 ghế; Liên minh chấp chính (Barisan Nasional) | Ông Thi Kiệt    |
| 2013          | 7 / 222            | 867.851       | 7,86%       | 8 ghế; Liên minh chấp chính (Barisan Nasional)  | Thái Tế Lịch    |
| 2018          | 2 / 222            |               |             | 6 ghế; Liên minh chấp chính (Barisan Nasional)  | Liệu Trung Lai  |

## Lien kết ngoài
- Trang thông tin chính thức (tiếng Trung)
- Trang thông tin chính thức Lưu trữ ngày 24 tháng 3 năm 2013 tại Wayback Machine (tiếng Anh)